# Петър Мутафчиев (политик)
 Тази статия е за българския политик.  За българския историк, академик вижте Петър Мутафчиев.  
Петър Василев Мутафчиев е български политик от Българската социалистическа партия.

## Биография
Роден е на 10 април 1961 г. в град Първомай. Потомък е на известния български охридски род Шапкареви.. Женен, с едно дете. Магистър инженер - металург.
През 1988 г. завършва Химикотехнологичния и металургичен университет със специалност „Добив на черни метали“, специализация „Леярство“. След завършването работи към БДЖ в Завода за спирачни съоръжения и от 1994 г. е назначен за негов директор. От 1991 г. се занимава активно с политическа дейност като член на Българската социалистическа партия.

## Политическа кариера
През 1991 г. е избран за общински съветник от листата на БСП в Община Първомай. Четири години по-късно е избран за председател на Общинския съвет. През 1997 г. става заместник-председател на Регионалния съвет на БСП – Пловдивска област, а по-късно – председател на Областния съвет на БСП – Пловдивска област (1999-2010 г.). Член е на Националния съвет на БСП. Председател на Съвета по транспорт и съобщения към Националния съвет на БСП до 2019 г.
Избран за народен представител от 17-ти многомандатен избирателен район - Пловдив област в XXXVIII, XXXIX, XL, XLI и XLII народно събрание. Бил е член на Комисията по местно самоуправление, регионална политика и благоустройство в XXXVIII народно събрание, заместник-председател на Комисията по транспорт и телекомуникации в XXXIX и XLI народно събрание. Председател на временната анкетна комисия за проверка и установяване на всички обстоятелства около сделката за продажбата на летище „Божурище“ през 2005 г., както и процедурата по обявяване на летището за паметник на културата през 2008 г. и 2010 г.
Председател на Групата за приятелство с Йордания в XXXIX народно събрание, заместник-председател на Групата за приятелство с Китайската народна република в XXXVIII народно събрание,
Министър на транспорта, информационните технологии и съобщенията в правителството на Сергей Станишев (17 август 2005 - 27 юли 2009).
Председател на 91-та сесия на Европейската конференция на министрите на транспорта (ЕКМТ) на 30-31 юни 2007 г. в София.
Председател на ХХХІV сесия на Съвещанието на министрите на транспорта на страните-членки на Организацията за сътрудничество на железниците (ОСЖД) - юбилейна сесия по случай 50-годишнината от основаване на организацията.
През май 2025 г. LI народно събрание го избира за член на Комисията за регулиране на съобщенията за петгодишен мандат.

## Обществена дейност
Създател и председател на неправителствената организация „Форум за Балкански транспорт и инфраструктура“ (от 2012 г. досега).
Учредител на Българското сдружение на родовете от Македония.
Съучредител на Инициатива „Социалисти за развитие на България“ към БСП и дискусионния сайт Socialisti.bg.
Член на Издателския съвет на списание „Международни отношения“.
Председател на редакционния съвет на списание „Транспортал“ и информационния портал Transportal.bg.